# Adriana Maas
Adriana Ariaantje Maas (getauft am 14. September 1702 in Amsterdam; begraben 30. November 1746 ebenda) war eine niederländische Näherin und Schauspielerin.

## Leben
Adriana Maas wurde am 14. September 1702 in Amsterdam getauft. Sie war die Tochter des Zimmermanns Josua Maas und Jannetje Valentijn (gestorben nach 1735). Sie heiratete am 7. September 1728 in Sloten den Schauspieler Paulus van Schagen (1698–1731). Die Ehe blieb kinderlos. Nach dem Tod ihres Mannes bekam Adriana Maas einen unehelichen Sohn, der Vater soll Jan Boerse gewesen sein.
Der Beruf ihres Vaters wird mit Zimmermann angegeben, jedoch könnte er auch ein Bierzapfer gewesen sein. Diesen Beruf schrieb ihm der Schauspieler Marten Corver zu, auf den auch viele Informationen zurückgehen, die über das Leben von Adrana Maas bekannt sind. Sie war das mittlere Kind ihrer Eltern, hatte einen älteren Bruder, Simon (geb. 1701), und einen viel jüngeren Bruder, Hendrik (geb. 1711). Zunächst arbeitete Ariaantje als Näherin bei Amsterdamer Familien. So lernte sie auch die Schauspielerin am Amsterdamer Theater, Adriana van Tongeren, kennen. Sie engagierte Ariaantje nicht nur als Näherin, sondern auch als Hilfe, um ihre Rollen einzustudieren. Ariaantje zeigte dabei großes Talent für die Schauspielerei, sodass Van Tongeren sie ausbildete und sie dem Theaterregenten als vielversprechend empfahl. Zunächst wurde Ariaantje Maas 1722 mit einem Anfängergehalt von einem, später zwei Gulden pro Vorstellung engagiert.
Adriana Maas erreichte sehr schnell große Berühmtheit. Sie wurde zur ersten Schauspielerin am Amsterdamer Theater. Am 7. September 1727 heiratete sie in Amsterdam den Schauspieler Paulus van Schagen. Von den Rollen, die sie in der Saison 1729/30 spielte, ist eine Liste erhalten geblieben. Sie spielte viele Hauptrollen, in denen ihre Partner meist Izaak Duim (der Ältere) und Jan Bor waren. Beispielsweise trat sie als Margarete von Parma in der populären Tragödie „Der Tod der Grafen Egmond und Hoorne“ von Thomas Asselijn, als Thamera in „Aran und Titus“ von Jan Vos als Bérénice in der gleichnamigen Tragödie von Jean Racine und als Badeloch auf im Gijsbrecht von Vondel. Sie trat jedoch auch in vielen Komödien und Possen auf: Isabella in „Die Krankenschwester im Lazarus-Haus“ von W.G. van Focquenbroch, Charlotte in „Het wederzijds huwelijksbedrog“ von Pieter Langendijk und Marie in „De lichtmis“ von P.W. von Haps. Im Gegensatz zu vielen ihrer Kollegen trat sie jedoch nicht oder nur sehr selten in Gesangsrollen auf.
Ihr Mann Paulus van Schagen starb 1731 im Alter von 33 Jahren. Die Ehe mit Adriana Maas blieb kinderlos. Nach seinem Tod hatte sie eine Affäre und wurde schwanger. Ihr Sohn Jan wurde am 20. Mai 1735 in Amsterdam getauft. Ihre Mutter Jannetje Valentijn war Taufzeugin. Als Vater wird ein gewisser Jan Boerse aufgeführt. Bereits sechs Monate nach der Geburt spielte sie die Titelrolle in „Jacoba van Beieren“ einer Tragödie von Jan de Marre, die am 3. Dezember 1735 uraufgeführt wurde. Sie spielte diese Rolle abwechselnd mit Anna Maria de Bruyn, aber der Autor hielt Adriana für die ideale Interpretin. Ihre Gage lag nun bei 5,25 Gulden pro Auftritt.
Neben Jan Punt, der Apollo spielte, hatte sie die Rolle der Minerva 1738 in De Marres allegorischem Jubiläumsstück „Het Eetyde van den Amsteldamschschouwburg“. Damit hatte sie den Höhepunkt ihrer Karriere erreicht. Sie wurde vom Publikum ausgepfiffen, wandte sich dem Alkohol zu und stürzte während einer Darstellung von Didos Tod, vermutlich am 14. November 1740, unglücklich von einem Sockel, auf dem sie eine Göttin darstellte. Obwohl ihr Sturz wahrscheinlich die Folge einer Ohnmacht war, beschlossen die Theaterregenten, sie bei einer Frau in der Looiersdwarsstraat unterzubringen, die ihr helfen musste, den Alkohol loszuwerden. Das half offenbar und drei Jahre später durfte sie erneut am Theater auftreten. Dazu musste sie zunächst einen Art Test im Haus des Schauspielers Jan Hendrik Jordaan und seiner Frau Adriana van Tongeren an der Vijzelgracht absolvieren. Ihr Lohn wurde auf drei Gulden pro Auftritt gekürzt und sie verdiente sich als Anmoderatorin etwas dazu. Vom Publikum wurde sie wieder aufgenommen. Zudem wurde über sie gesagt, dass sie ein großes Talent für die Schauspielkunst gehabt haben musste. Auch das Eingreifen der Theaterregenten, als es ihr schlecht ging, zeigt unbestreitbar, dass sie eine äußerst geschätzte Schauspielerin war.
Adriana Maas starb im November 1746, offenbar in ärmlichen Verhältnissen. Möglicherweise lebte sie bis zu ihrem Tod mit der Frau zusammen, bei der die Theaterregenten sie untergebracht hatten, denn sie wurde am 30. November im Haus eines gewissen Jan Requart in der Blinde Looiersdwarsstraat in der Nähe der Elandsgracht beigesetzt.